# Krammer-Volkerak
Krammer-Volkerak este o arie protejată (sit de importanță comunitară — SCI, arie de protecție specială avifaunistică — SPA) din Țările de Jos întinsă pe o suprafață de 6.081 ha, integral pe uscat.

## Localizare
Centrul sitului Krammer-Volkerak este situat la coordonatele 51°38′57″N 4°15′17″E / 51.6492°N 4.2548°E.

## Înființare
Situl Krammer-Volkerak a fost declarat arie de protecție specială avifaunistică în iulie 1995 pentru a proteja 33 de specii de animale. Situl a fost protejat și ca sit de importanță comunitară în decembrie 1996.

## Biodiversitate
Situată în ecoregiunea atlantică, aria protejată conține 7 habitate naturale: Salicornia și alte specii anuale care populează regiunile mlăștinoase și nisipoase, Pășuni atlantice udate de apa mării (Glauco-Puccinellietalia maritimae), Dune cu Hyppophaë rhamnoides, Dune cu Salix repens ssp. argentea (Salicion arenariae), Depresiuni intradunale umede, Liziere de ierburi înalte hidrofile de câmpie și de nivel montan până la alpin, Fânețe de joasă altitudine (Alopecurus pratensis, Sanguisorba officinalis).
La baza desemnării sitului se află mai multe specii protejate:
- păsări (30): rață sulițar (Anas acuta), rață lingurar (Anas clypeata), rață pitică (Anas crecca), rață fluierătoare (Anas penelope), rață pestriță (Anas strepera), gâscă cenușie (Anser anser), rață-cu-cap-castaniu (Aythya ferina), rața moțată (Aythya fuligula), Branta bernicla, Branta leucopsis, Bucephala clangula, prundăraș de sărătură (Charadrius alexandrinus), prundaș gulerat mare (Charadrius hiaticula), erete de stuf (Circus aeruginosus), Cygnus columbianus bewickii, șoim călător (Falco peregrinus), lișiță (Fulica atra), pescăruș-cu-cap-negru (Larus melanocephalus), sitar de mâl (Limosa limosa), Mergus serrator, vultur pescar (Pandion haliaetus), cormoran mare (Phalacrocorax carbo), lopătar (Platalea leucorodia), corcodel-urechiat (Podiceps auritus), corcodel mare (Podiceps cristatus), ciocântors (Recurvirostra avosetta), chiră mică (Sterna albifrons), chiră de baltă (Sterna hirundo), călifar alb (Tadorna tadorna), fluierarul cu picioare roșii (Tringa totanus)
- mamifere (2): castor (Castor fiber), Microtus oeconomus arenicola
- pești (1): zvârluga (Cobitis taenia)